# Max-Planck-Institut für Landarbeit und Landtechnik
Das Max-Planck-Institut für Landarbeit und Landtechnik bestand von 1940 bis 1976, Direktor war 1940 bis 1976 Gerhardt Preuschen.

## Geschichte
Die landwirtschaftliche Forschungseinrichtung wurde als Institut für landwirtschaftliche Arbeitswissenschaft und Landtechnik in der Kaiser-Wilhelm-Gesellschaft 1940 in Breslau gegründet.
Im Jahr 1945 erfolgte die Verlegung nach Imbshausen bei Göttingen und 1948 die Übernahme durch die Max-Planck-Gesellschaft.
Es folgte 1950 Verlegung nach Bad Kreuznach, 1956 die Umbenennung in Max-Planck-Institut für Landarbeit und Landtechnik und 1976 die Schließung des Instituts mit der Emeritierung von Gerhardt Preuschen.
Das Institut hat durch zahlreiche wissenschaftliche Untersuchungen zur Technisierung der europäischen Landwirtschaft beigetragen. Die Publikationen zur Landarbeit und Landtechnik finden sich in Dissertationen und früheren Publikationen in Fachzeitschriften wieder.
Die Akten der Auflösung befinden sich im Archiv der Max-Planck-Gesellschaft.